# Coplas de Mingo Revulgo

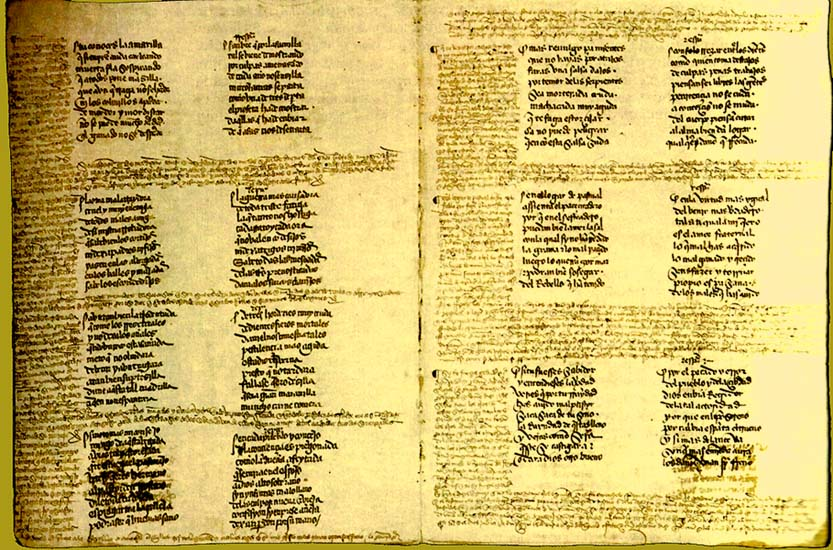
Coplas del Mingo Revulgo (≈1490)

Les Coplas de Mingo Revulgo sont un poème satirique espagnol d'auteur inconnu.
Composés de trente-deux couplets de neuf vers, ils furent publiés à Lisbonne avant 1485.
Ils contiennent un dialogue entre deux bergers Mingo Revulgo et Gil Arrebato, qui constitue une critique du roi de Castille, Henri IV, et de son favori, Beltran de la Cueva, assortis de conseils politiques.
Ils furent parfois attribués à Hernando del Pulgar, chroniqueur des Rois catholiques, qui en publia un commentaire.